# Art Clokey
Arthur "Art" Clokey (Detroit (Michigan), 12 oktober 1921 - Los Osos (Californië) 8 januari 2010) was een Amerikaans pionier op het gebied van klei-animatie.
Clokey werd geboren als Arthur C. Farrington. Toen hij negen was, scheidden zijn ouders. Hij woonde aanvankelijk bij zijn vader, maar nadat die bij een auto-ongeluk was omgekomen werd Clokey naar een weeshuis gestuurd. Toen hij twaalf was werd hij geadopteerd door Joseph W. Clokey, een organist en componist van klassieke muziek die les gaf aan Pomona College in Claremont (Californië). Hij onderwees Arthur in schilderen, tekenen en filmmaken en nam hem mee op reizen naar Canada en Mexico. Clokey studeerde geologie aan Pomona College, en verliet Pomona in 1943 toen hij zich bij het Amerikaanse leger voegde. Hij studeerde in 1948 af aan Miami University.
In 1955 maakte hij aan de University of Southern California een experimentele film, getiteld Gumbasia, die was beïnvloed door zijn professor, Slavko Vorkapich. Voor de film bedacht Clokey samen met zijn vrouw Ruth het figuurtje Gumby dat hierna veelvuldig op de Amerikaanse televisie was te zien, aanvankelijk in de Howdy Doody Show en later in The Adventures of Gumby. In de jaren tachtig maakte Eddie Murphy een parodie in een sketch op Saturday Night Live. In de jaren negentig kwam Gumby: The Movie uit.
Clokey overleed op 88-jarige leeftijd tijdens zijn slaap aan de gevolgen van een hardnekkige blaasontsteking.
Op 12 oktober 2011, zijn 90e geboortedag, werd hij geëerd door Google met een interactieve Google Doodle.